# Jesús Gervasio Pérez Rodríguez
Jesús Gervasio Pérez Rodríguez (Tamaraceite, Las Palmas de Gran Canaria, Canarias, España, 19 de junio de 1936 - Cochabamba, Bolivia, 23 de marzo de 2021 fue un presbítero católico español.
Fue nombrado Obispo Titular de Lilibeo y Auxiliar de Sucre, el 8 de septiembre de 1985. Fue nombrado Administrador Apostólico de la Arquidiócesis el 30 de junio de 1988. Promovido a Arzobispo de Sucre, el 6 de noviembre de 1989.